# Manfred Walz (Stadtplaner)
Manfred Walz (* 22. Januar 1940 in Berlin; † 24. Juli 2019 in Bochum) war ein deutscher Architekt, Stadtplaner und Hochschullehrer.

## Leben
Manfred Walz studierte Architektur und Stadtplanung an der TU Berlin. Er wurde mit einer Dissertation über die „Industrie- und Wohnsiedlungspolitik Deutschlands 1933–39“ promoviert. Er hatte verschiedene Lehraufträge; an der Hochschule für Bildende Künste Braunschweig baute er den Studiengang „Experimentelle Umweltgestaltung“ auf. Ab 1973 war er im Ruhrgebiet tätig. 1978 erhielt er einen Ruf an die FH Dortmund auf die Professur für Stadtplanung. 2008 baute er zusammen mit der Universität Siegen, der TH Köln, der Hochschule Ostwestfalen-Lippe und der Hochschule Bochum den Studiengang „Master Städtebau NRW“ auf. Von 2008 bis 2013 war er Mitglied im Hochschulrat der Fachhochschule Dortmund. Er war Mitglied im Werkbund, in zahlreichen Gestaltungsbeiräten und Wettbewerbsjurys.
Forschungsschwerpunkte waren Siedlungsentwicklung, Lichtgestaltung im städtebaulichen Maßstab, zu kooperativen Wohnprojekten, zum Pionier der Regionalplanung Robert Schmidt und dem Wirken von Hans Scharoun im Ruhrgebiet.